# 亞拉涅齊河
亞拉涅齊河（烏克蘭語：Яланець），是烏克蘭的河流，位於該國西南部，屬於薩夫蘭河的左支流，發源自亞拉涅齊，流經文尼察州、基洛夫格勒州和敖德薩州，河道全長52公里，流域面積351平方公里。